# 2779 км
2779 км — железнодорожный остановочный пункт (населённый пункт) в Исилькульском районе Омской области России. Входит в состав Кухарёвского сельского поселения.

## География
Населённый пункт находится в юго-западной части Омской области, в лесостепной зоне, в пределах Ишимской равнины, на расстоянии примерно 15 км (по прямой) к востоку от города Исилькуль, административного центра района.
Часовой пояс
Железнодорожный остановочный пункт 2779 км, как и вся Омская область, находится в часовой зоне МСК+3. Смещение применяемого времени относительно UTC составляет +6:00.

## Население
| 2002 | 2010 |
| ---- | ---- |
| 11   | ↘8   |

Гендерный состав
По данным Всероссийской переписи населения 2010 года, в гендерной структуре населения мужчины составляли 37,5 %, женщины — соответственно 63,5 %.
Национальный состав
Согласно результатам переписи 2002 года, в национальной структуре населения русские составляли 82 % из 11 чел.

## Улицы
Уличная сеть населённого пункта состоит из одной улицы (ул. Путевая).